# Mikes (Texas)
Mikes es un lugar designado por el censo (en inglés, census-designated place, CDP) ubicado en el condado de Starr, Texas, Estados Unidos. Según el censo de 2020, tiene una población de 942 habitantes.

## Geografía
La localidad está ubicada en las coordenadas 26°18′53″N 98°38′1″O / 26.31472, -98.63361. Según la Oficina del Censo de los Estados Unidos, Mikes tiene una superficie total de 0.34 km², de la cual 0.34 km² corresponden a tierra firme y (0%) 0 km² es agua.

## Demografía
Según el censo de 2020, hay 942 personas residiendo en Mikes. La densidad de población es de 2771 hab./km². El 26.43% son blancos, el 0.32% son amerindios, el 21.02% son de otras razas y el 52.23% son de dos o más razas. Del total de la población, el 99.47% son hispanos o latinos de cualquier raza.